# Mark Kirchner
Mark Kirchner (ur. 4 kwietnia 1970 w Neuhaus am Rennweg) – niemiecki biathlonista i biegacz narciarski reprezentujący też NRD, czterokrotny medalista olimpijski i wielokrotny medalista mistrzostw świata.

## Kariera
Pierwsze sukcesy osiągnął w 1988 roku, zdobywając złote medale w sztafecie i biegu indywidualnym podczas mistrzostw świata juniorów w Chamonix. Na rozgrywanych rok później mistrzostwach świata juniorów w Voss zwyciężył w biegu drużynowym, a w sztafecie był trzeci. W Pucharze Świata zadebiutował 14 grudnia 1989 roku w Obertilliach, zajmując dziewiąte miejsce w biegu indywidualnym. Tym samym już w swoim debiucie zdobył pierwsze punkty. Na podium zawodów tego cyklu po raz pierwszy stanął 3 lutego 1990 roku w Walchsee, zajmując 3. miejsce w sprincie. Wyprzedzili go jedynie Jurij Kaszkarow z ZSRR oraz kolejny reprezentant NRD - Frank Luck. W kolejnych startach jeszcze 16 razy stawał na podium, odnosząc przy tym jedenaście zwycięstw. Pięciokrotnie triumfował w sprincie: 10 marca 1990 roku w Oslo, 19 lutego 1991 roku w Lahti, 12 lutego 1992 roku w Albertville, 19 grudnia 1992 roku w Pokljuce i 13 lutego 1993 roku w Borowcu, a sześć razy był najlepszy w biegu indywidualnym: 31 stycznia 1991 roku w Oberhofie, 24 lutego 1991 roku w Lahti, 7 marca 1991 roku w Oslo, 11 marca 1993 roku w Östersund i  6 marca 1997 roku w Nagano. Zwycięstwo w Nagano był jednocześnie jego ostatnim pucharowym podium. Najlepsze wyniki osiągał w sezonach 1990/1991 i 1992/1993, kiedy zajmował drugie miejsce w klasyfikacji generalnej. W pierwszym przypadku lepszy był Siergiej Czepikow z ZSRR, a w drugim Mikael Löfgren ze Szwecji.
W 1990 roku wystąpił na mistrzostwach świata w Mińsku/Oslo/Kontiolahti, zdobywając trzy medale. Wspólnie z Raikiem Dittrichem, Birkiem Andersem i Frankiem Luckiem zwyciężył w biegu drużynowym. Najlepszy był też w sprincie, wyprzedzając Eirika Kvalfossa z Norwegii i Siergieja Czepikowa. Ponadto był trzeci w sztafecie. Na rozgrywanych rok później mistrzostwach świata w Lahti triumfował w trzech z czterech konkurencji. Wygrał bieg indywidualny i sprint, a razem z Ricco Großem, Frankiem Luckiem i Fritzem Fischerem był też najlepszy w sztafecie.
Kolejne trzy medale zdobył na igrzyskach olimpijskich w Albertville w 1992 roku. Najpierw zajął drugie miejsce w biegu indywidualnym, rozdzielając Jewgienija Ried´kina z WNP i Mikaela Löfgrena. Następnie wygrał sprint, wyprzedzając Ricco Großa i Harriego Elorantę z Finlandii. Na zakończenie sztafeta Niemiec w składzie: Ricco Groß, Jens Steinigen, Mark Kirchner i Fritz Fischer zdobyła złoty medal. Zwycięstwo w sprincie odniósł również na mistrzostwach świata w Borowcu w 1993 roku, plasując się przed Norwegiem Jonem Åge Tyldumem i Siergiejem Czepikowem. Na tych samych mistrzostwach wraz z kolegami z reprezentacji był też trzeci w sztafecie.
Podczas igrzysk olimpijskich w Lillehammer w 1994 roku był siódmy w biegu indywidualnym i dwunasty w sprincie. Za to sztafeta Niemiec z Kirchnerem w składzie obroniła tytuł mistrzów olimpijskich wywalczony dwa lata wcześniej. Złoty medal w tej konkurencji zdobył jeszcze podczas mistrzostw świata w Anterselvie w 1995 roku, jednak w startach indywidualnych plasował się poza czołową dziesiątką. Brał też udział w mistrzostwach świata w Osrblie w 1997 roku, zajmując drugie miejsce w biegu drużynowym. Ostatni medal zdobył podczas mistrzostw Europy w Mińsku w 1998 roku, gdzie zwyciężył w sztafecie.
W sezonie 1998/1999 startował w biegach narciarskich, jednak bez sukcesów. Wziął między innymi udział w mistrzostwach świata w Ramsau w 1999 roku, gdzie zajął 48. miejsce w biegu na 30 km stylem dowolnym, a sztafecie był czwarty. Nigdy nie zdobył punktów Pucharu Świata w biegach narciarskich. W 1999 zakończył karierę.
Kirchner był chorążym reprezentacji Niemiec na ZIO 1994.
Po zakończeniu kariery został trenerem. Od 2007 roku był asystentem głównego trenera reprezentacji Niemiec, Franka Ullricha. W 2018 roku objął stanowisko głównego trenera.

## Osiągnięcia w biathlonie

### Igrzyska olimpijskie
| Rok  | Miejscowość | Konkurencje | Konkurencje | Konkurencje | Konkurencje | Konkurencje | Konkurencje | Konkurencje |
| Rok  | Miejscowość | IN          | SP          | PU          | MS          | RL          | MR          | SR          |
| ---- | ----------- | ----------- | ----------- | ----------- | ----------- | ----------- | ----------- | ----------- |
| 1992 | Albertville | 2.          | 1.          | nd.         | nd.         | 1.          | nd.         | –           |
| 1994 | Lillehammer | 7.          | 12.         | nd.         | nd.         | 1.          | nd.         | –           |

### Mistrzostwa świata
| Rok  | Miejscowość            | Konkurencje | Konkurencje | Konkurencje | Konkurencje | Konkurencje | Konkurencje | Konkurencje |
| Rok  | Miejscowość            | IN          | SP          | PU          | MS          | RL          | MR          | SR          |
| ---- | ---------------------- | ----------- | ----------- | ----------- | ----------- | ----------- | ----------- | ----------- |
| 1990 | Mińsk/Oslo/Kontiolahti | 13.         | 1.          | nd.         | nd.         | 3.          | nd.         | –           |
| 1991 | Lahti                  | 1.          | 1.          | nd.         | nd.         | 1.          | nd.         | –           |
| 1993 | Borowec                | 20.         | 1.          | nd.         | nd.         | 3.          | nd.         | –           |
| 1995 | Anterselva             | 15.         | 52.         | nd.         | nd.         | 1.          | nd.         | –           |
| 1996 | Ruhpolding             | –           | 36.         | nd.         | nd.         | –           | nd.         | –           |
| 1997 | Osrblie                | 43.         | 32.         | 14.         | nd.         | –           | nd.         | –           |

### Puchar Świata

#### Miejsca w klasyfikacji generalnej
| Sezon     | Miejsce |
| --------- | ------- |
| 1989/1990 | 9.      |
| 1990/1991 | 2.      |
| 1991/1992 | 13.     |
| 1992/1993 | 2.      |
| 1993/1994 | 20.     |
| 1994/1995 | 14.     |
| 1995/1996 | 20.     |
| 1996/1997 | 9.      |
| 1997/1998 | 46.     |

#### Miejsca na podium chronologicznie
| Lp. | Dzień       | Rok  | Miejscowość | Konkurencja                | Lokata | Pudła   | Czas biegu | Strata  | Zwycięzca             |
| --- | ----------- | ---- | ----------- | -------------------------- | ------ | ------- | ---------- | ------- | --------------------- |
| 1.  | 3 lutego    | 1990 | Walchsee    | Sprint na 10 km            | 3.     | 0+0     | 26:59,1    | +1,6    | Jurij Kaszkarow       |
| 2.  | 10 marca    | 1990 | Oslo        | Sprint na 10 km            | 1.     | 0+0     | 25:48,9    | –       | –                     |
| 3.  | 26 stycznia | 1991 | Anterselva  | Sprint na 10 km            | 3.     | 2+0     | 27:45,1    | +42,4   | Siergiej Czepikow     |
| 4.  | 31 stycznia | 1991 | Oberhof     | Bieg indywidualny na 20 km | 1.     | 1+0+1+1 | 56:39,2    | –       | –                     |
| 5.  | 19 lutego   | 1991 | Lahti       | Sprint na 10 km            | 1.     | 0+0     | 30:48,1    | –       | –                     |
| 6.  | 24 lutego   | 1991 | Lahti       | Bieg indywidualny na 20 km | 1.     | 0+1+0+1 | 1:03:05,7  | –       | –                     |
| 7.  | 7 marca     | 1991 | Oslo        | Bieg indywidualny na 20 km | 1.     | 0+1+1+0 | 57:02,9    | –       | –                     |
| 8.  | 16 marca    | 1991 | Canmore     | Sprint na 10 km            | 3.     | 0+2     | 26:16,1    | +28,0   | Eirik Kvalfoss        |
| 9.  | 19 grudnia  | 1991 | Hochfilzen  | Bieg indywidualny na 20 km | 3.     | 0+0+0+2 | 1:03:02,4  | +1:18,4 | Jens Steinigen        |
| 10. | 12 lutego   | 1992 | Albertville | Sprint na 10 km            | 1.     | 0+0     | 26:02,3    | –       | –                     |
| 11. | 20 lutego   | 1992 | Albertville | Bieg indywidualny na 20 km | 2.     | 0+1+1+1 | 57:34,4    | +6,4    | Jewgienij Ried´kin    |
| 12. | 10 marca    | 1992 | Fagernes    | Bieg indywidualny na 20 km | 2.     | 1+0+0+0 | 1:01:52,0  | –       | –                     |
| 13. | 17 grudnia  | 1992 | Pokljuka    | Bieg indywidualny na 20 km | 2.     | 0+1+0+0 | 55:15,5    | +52,1   | Patrice Bailly-Salins |
| 14. | 19 grudnia  | 1992 | Pokljuka    | Sprint na 10 km            | 1.     | 0+0     | 26:32,6    | –       | –                     |
| 15. | 13 lutego   | 1993 | Borowec     | Sprint na 10 km            | 1.     | 0+0     | 27:30,5    | –       | –                     |
| 16. | 11 marca    | 1993 | Östersund   | Bieg indywidualny na 20 km | 1.     | 0+3+0+0 | 59:42,1    | –       | –                     |
| 17. | 6 marca     | 1997 | Nagano      | Bieg indywidualny na 20 km | 1.     | 0+0+0+0 | 58:21,6    | –       | –                     |

## Osiągnięcia w biegach narciarskich

### Mistrzostwa świata
| Miejsce | Dzień     | Rok  | Miejscowość | Konkurencja           | Czas biegu | Strata  | Zwycięzca    |
| ------- | --------- | ---- | ----------- | --------------------- | ---------- | ------- | ------------ |
| 48.     | 19 lutego | 1999 | Ramsau      | 30 km stylem dowolnym | 1:15:26,2  | +8:46,6 | Mika Myllylä |
| 4.      | 26 lutego | 1999 | Ramsau      | Sztafeta 4 × 10 km    | 1:35:07,5  | +1:46,4 | Austria      |

### Puchar Świata

#### Miejsca w klasyfikacji generalnej
- sezon 1998/1999: -

#### Miejsca na podium
Kirchner nigdy nie stanął na podium indywidualnych zawodów PŚ.